# ساندرا ماندير
ساندرا ماندير (بالكرواتية: Sandra Mandir) مواليد 4 أغسطس 1977 في زغرب، جمهورية يوغوسلافيا الاشتراكية الاتحادية، هي لاعبة كرة سلة كرواتية. بدأت مسيرتها الاحترافية في سنة 1995. مثلت منتخب بلادها. شاركت في دورة الألعاب الأولمبية الصيفية سنة 2012.

## المسيرة الاحترافية
لعبت مع نادي غلطة سراي لكرة السلة للسيدات في موسم 2001–2002، ثم لعبت مع نوفي زغرب في موسم 2004–2005، ثم لعبت مع نادي شيبينيك لكرة السلة للسيدات من سنة 2005 إلى 2007، ثم لعبت مع نادي غوسبيتش لكرة السلة للسيدات من سنة 2007 إلى 2009، ثم لعبت مع نادي بشكتاش لكرة السلة للسيدات في موسم 2009–2010، ثم لعبت مع نادي غوسبيتش لكرة السلة للسيدات في موسم 2010–2011، ثم لعبت مع نوفي زغرب من سنة 2011 إلى 2013.

## روابط خارجية
- ساندرا ماندير على موقع الاتحاد الدولي لكرة السلة (الإنجليزية)
- ساندرا ماندير على موقع كرة السلة الأوروبية.كوم (الإنجليزية)
- ساندرا ماندير على موقع بروبوليرز (الإنجليزية)
- ساندرا ماندير على موقع سبورتس رفرنس (الإنجليزية)
- ساندرا ماندير على موقع أوليمبيديا (الإنجليزية)